# Sumber Daya
Sumber Daya is een bestuurslaag in het regentschap Nagan Raya van de provincie Atjeh, Indonesië. Sumber Daya telt 659 inwoners (volkstelling 2010).